# Альфа-L-рамнозидаза
α-L-рамнозидаза (КФ 3.2.1.40), англ. α-L-rhamnosidase — фермент, який синтезується деякими тканинами тварин, рослин, а також бактеріями та грибами і здатний гідролізувати термінальні нередукуючі залишки L-рамнози як в природних, так і в синтетичних рамнозидах.

## Використання
Висока специфічність ферменту щодо термінальних залишків α-L-рамнози дозволяє використовувати його:

- в харчовій промисловості:

— для поліпшення якості продуктів, які містять рамнозильні залишки (флавоноїдних глікозидах) шляхом їх гідролізу. Фермент здатен модифікувати нарингін, що застосовується для усунення гіркоти в деяких соках із цитрусових; гесперитин, який утворюється з гесперидинового глюкозиду, використовується в кондитерській промисловості;
— для підсилення аромату виноградних соків, вин та отриманих з них напоїв шляхом вивільнення з терпенових глікозидів — рутинозидів, ароматичних сполук; 
- в медицині:

— фермент здатен діяти на біофлавоноїди рутин, кверцетин та інші, що може бути придатне для попередження та лікування геморагічних діатезів, капіляротоксикозів, крововиливів при гіпертонічній хворобі та атеросклерозі, а також при променевій хворобі; 
- в косметології та фармацевтичній промисловості:

— біофлавоноїди, отримані внаслідок дії ферменту, корисні як активні інгредієнти косметичних засобів проти старіння, при догляді за шкірою, а також мають виражені антибактеріальні властивості.